# سيسيل بروكمان
سيسيل بروكمان هو سياسي أمريكي، ولد في 18 سبتمبر 1984 في كارولاينا الشمالية في الولايات المتحدة. نشط حزبياً في الحزب الديمقراطي. وقد انتخب عضو مجلس نواب كارولينا الشمالية ‏.

## وصلات خارجية
- الموقع الرسمي